# أحمد بوت (لاعب كريكت)
أحمد بوت (7 مارس 1991 بلاهور في باكستان - ) هو لاعب كريكت باكستاني.

## وصلات خارجية
- أحمد بوت على موقع إي آس بي آن كريك إنفو (الإنجليزية)